# باو (سردينيا)
باو، (بالإنجليزية:  Pau)‏، هي بلدية في مقاطعة أوريستانو في إقليم سردينيا الإيطالي، وتقع على بعد حوالي 70 كم (43 ميل) شمال غرب كالياري، وحوالي 20 كم (12 ميل) جنوب شرق أوريستانو. اعتبارا من 31 ديسمبر 2004، كان عدد سكانها 330 ومساحة 14.1 كيلومتر مربع (5.4 ميل مربع).

## السكان
في سنة 1861 بلغ عدد السكان 445 نسمة، وتطور العدد ليصل في سنة 2011 لـ 300 نسمة.
يظهر هذا المخطط البياني تطور النمو السكاني لـ باو (سردينيا)